# Ательє Єгер
Ательє Єгер - фотостудія в Стокгольмі, заснована в 1858 році придворним фотографом Йоганнесом Єгером.

## Історія
Йоганнес Єгер був успішним фотографом, що переїхав з Берліна до Стокгольма в 1863 році, щоб займатися професійною фотографією. У 1865 році його призначили фотографом королівського двору. Компанія була заснована під назвою Atelier Jaeger у Німеччині в 1858 році. У зв'язку з переїздом зі Стокгольма назад до Німеччини в 1890 році Йоганнес Єгер продав свою компанію своєму співробітнику Валентину Вольфенштейну за 60 000 крон. Тоді в студії працювало близько 30 людей.
Після того, як Вольфенштейн покинув компанію в 1905 році, власником став Альбін Русваль, а головним фотографом став Герман Сильвандер. Він перейняв всю компанію в 1908 р. і керував нею до своєї смерті в 1948 р. Під Сильвандером студія відразу зосередилася на портретній фотографії. З часом компанія стала провідною громадською студією в Стокгольмі. Також Сильвандер допоміг зробити компанію піонером у рекламній фотографії.
Ім'я Єгер зберігалося у різних власників до 1970 р., коли придворний фотограф Герман Бергне вийшов на пенсію . Художнє видавництво "Аксель Еліассон" (Axel Eliassons Konstförlag) мало права відтворювати фотографії ательє королівської родини і портрети знаменитостей. У Стокгольмському міському музеї є велика колекція негативів і копій з ательє, створених у різні періоди часу.

## Галерея

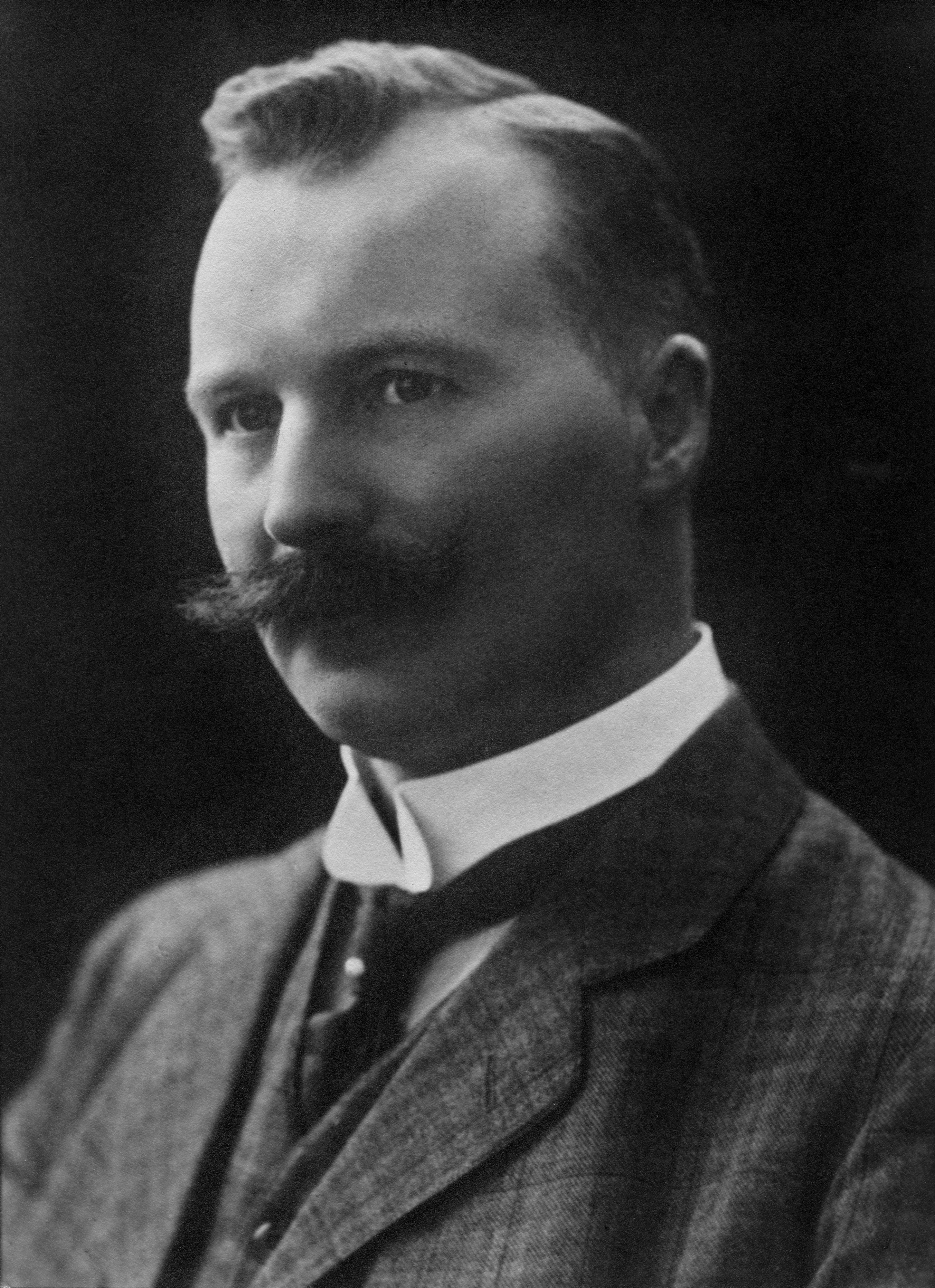
Шведський хімік Нільс Густав Дален, лауреат Нобелівської премії 1895 року
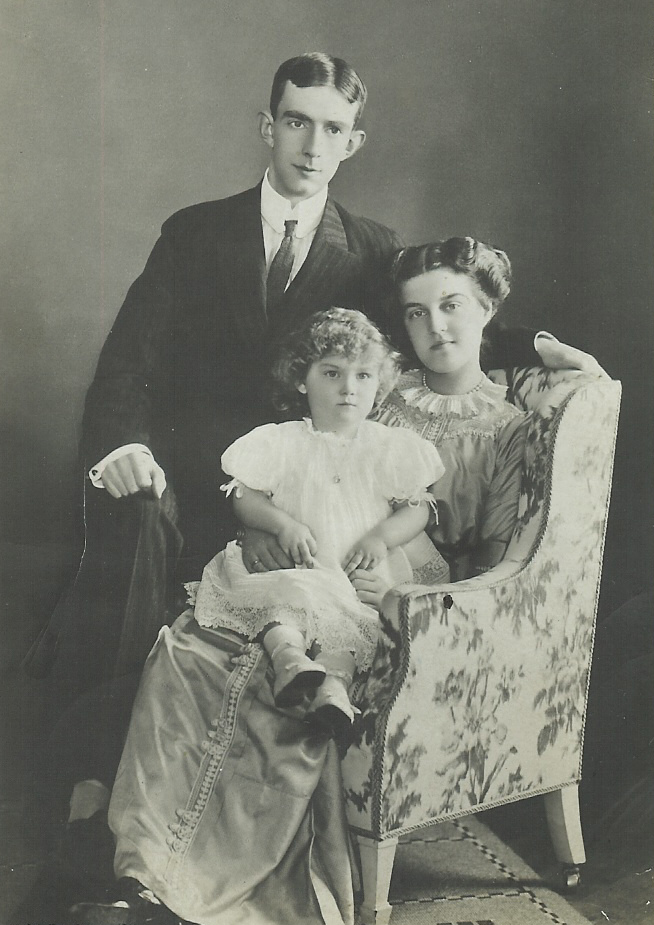
Принц Вільгельм з родиною, 1911 рік
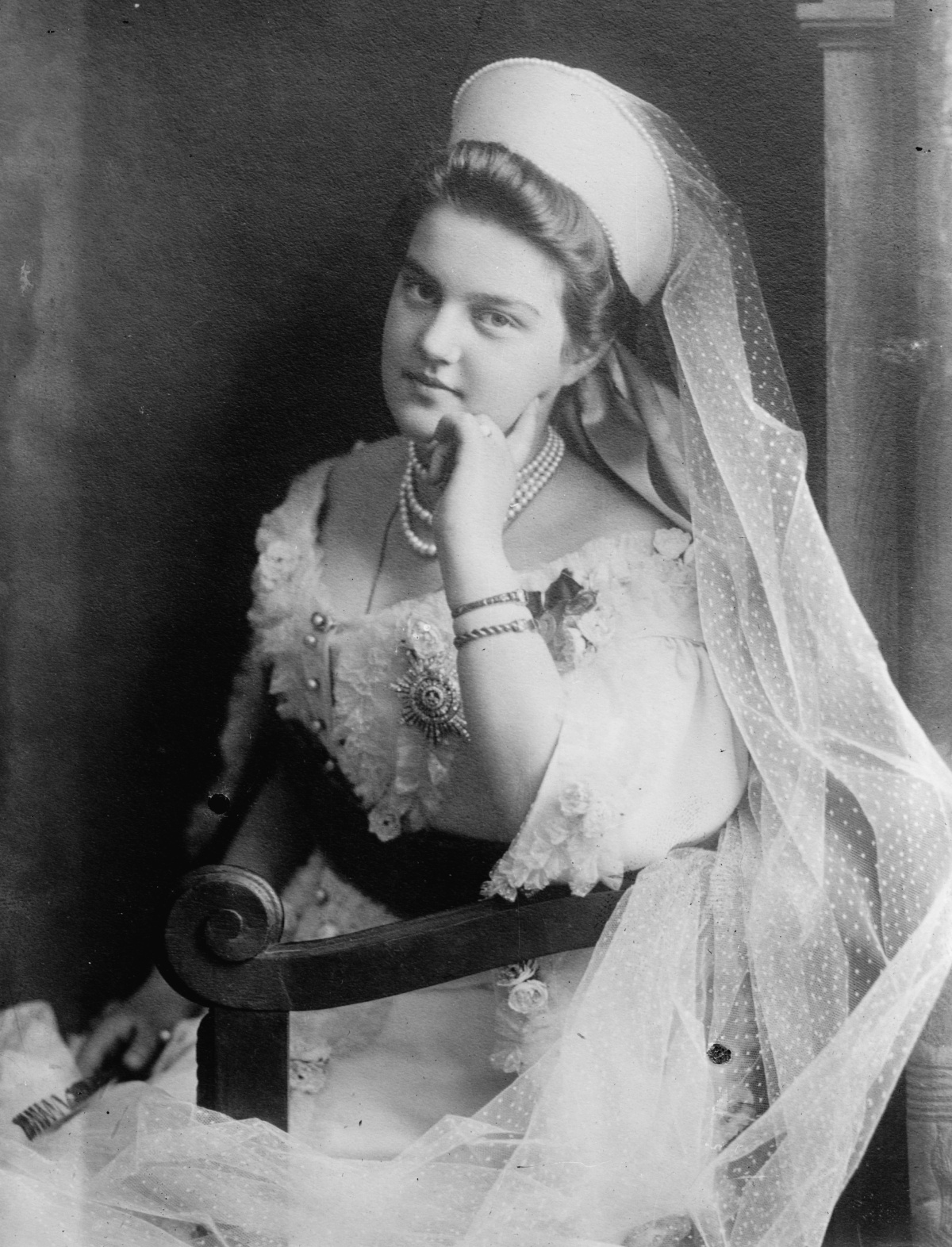
Принцеса Мері, 1910-1915
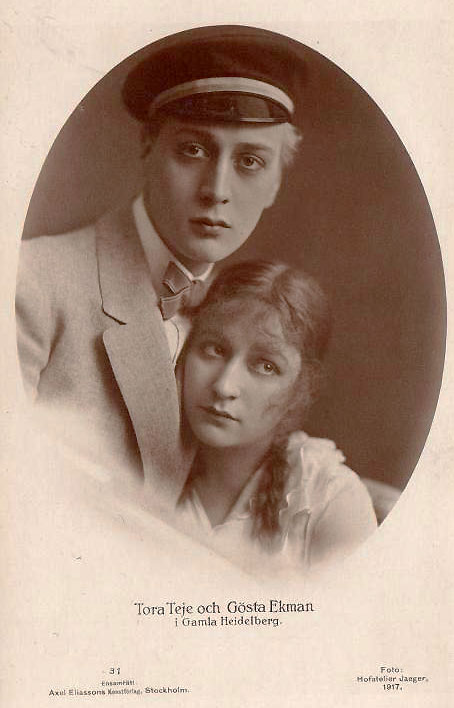
Геста Екман Старший і Тора Тедже, 1917 рік
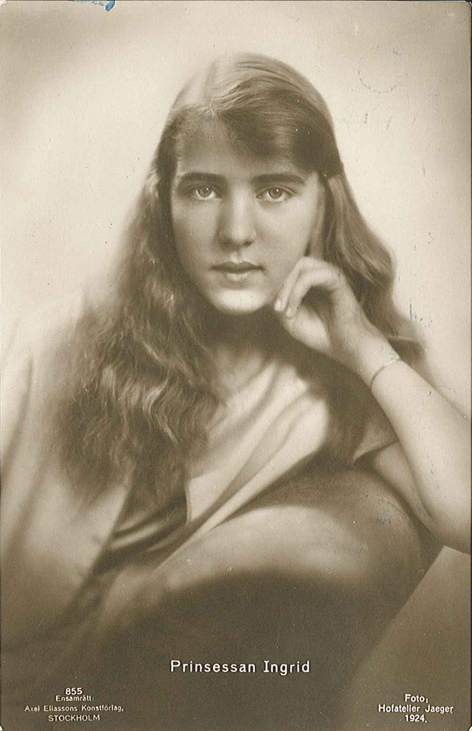
Принцеса Інгрід, 1924 рік
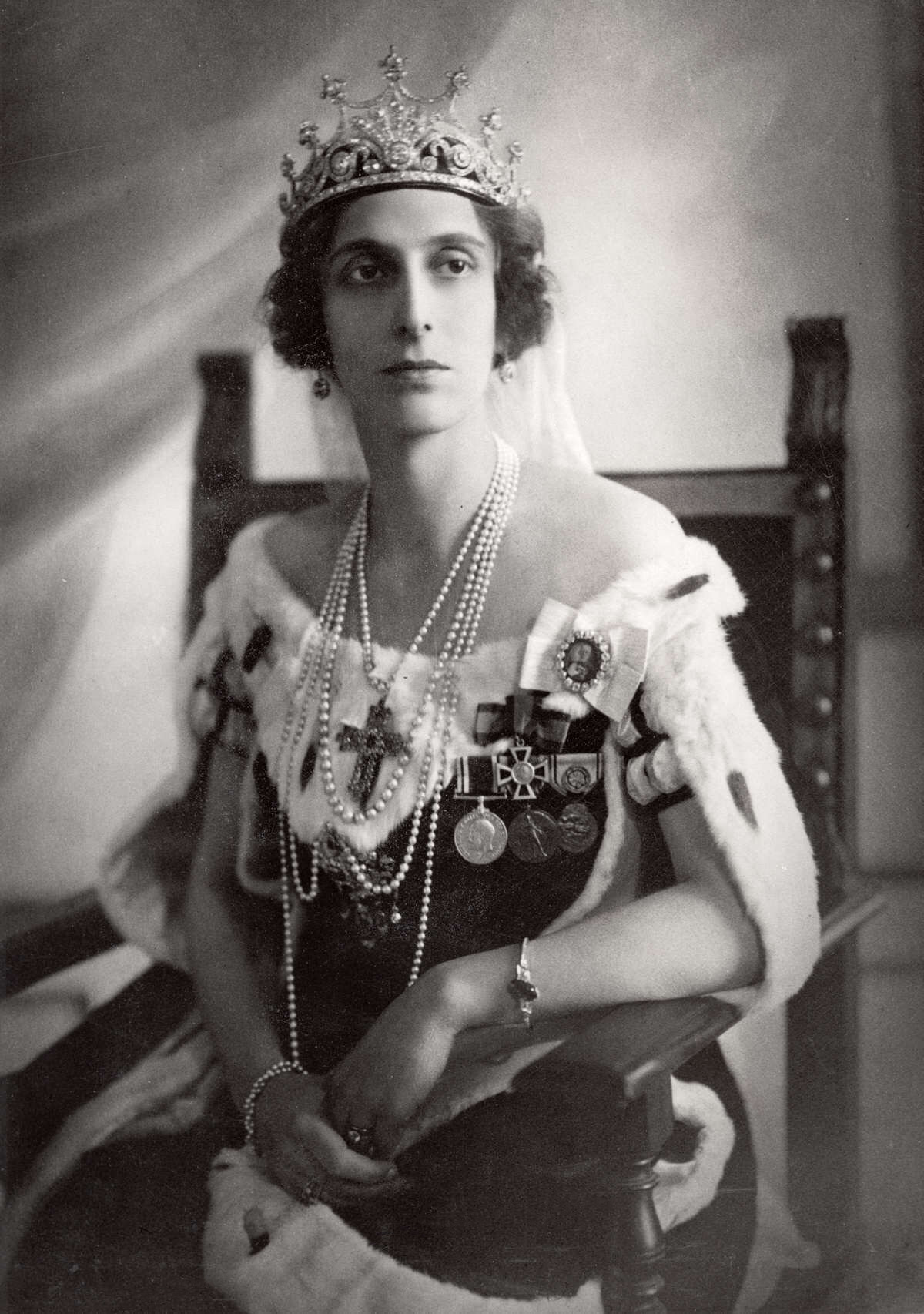
Королева Луїза, 1925 рік
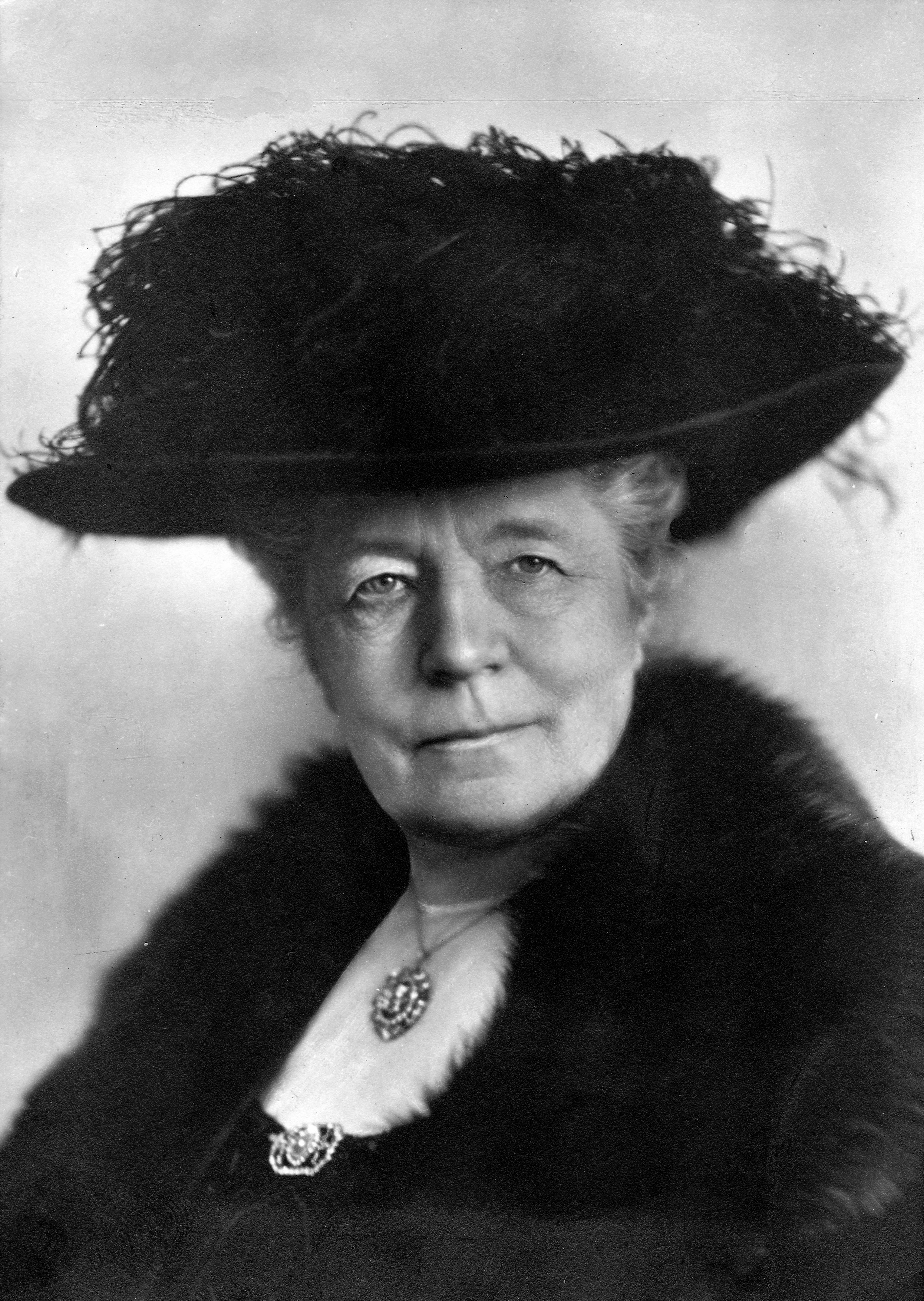
Шведська письменниця Сельма Лагерлеф, лауреат Нобелівської премії, 1928
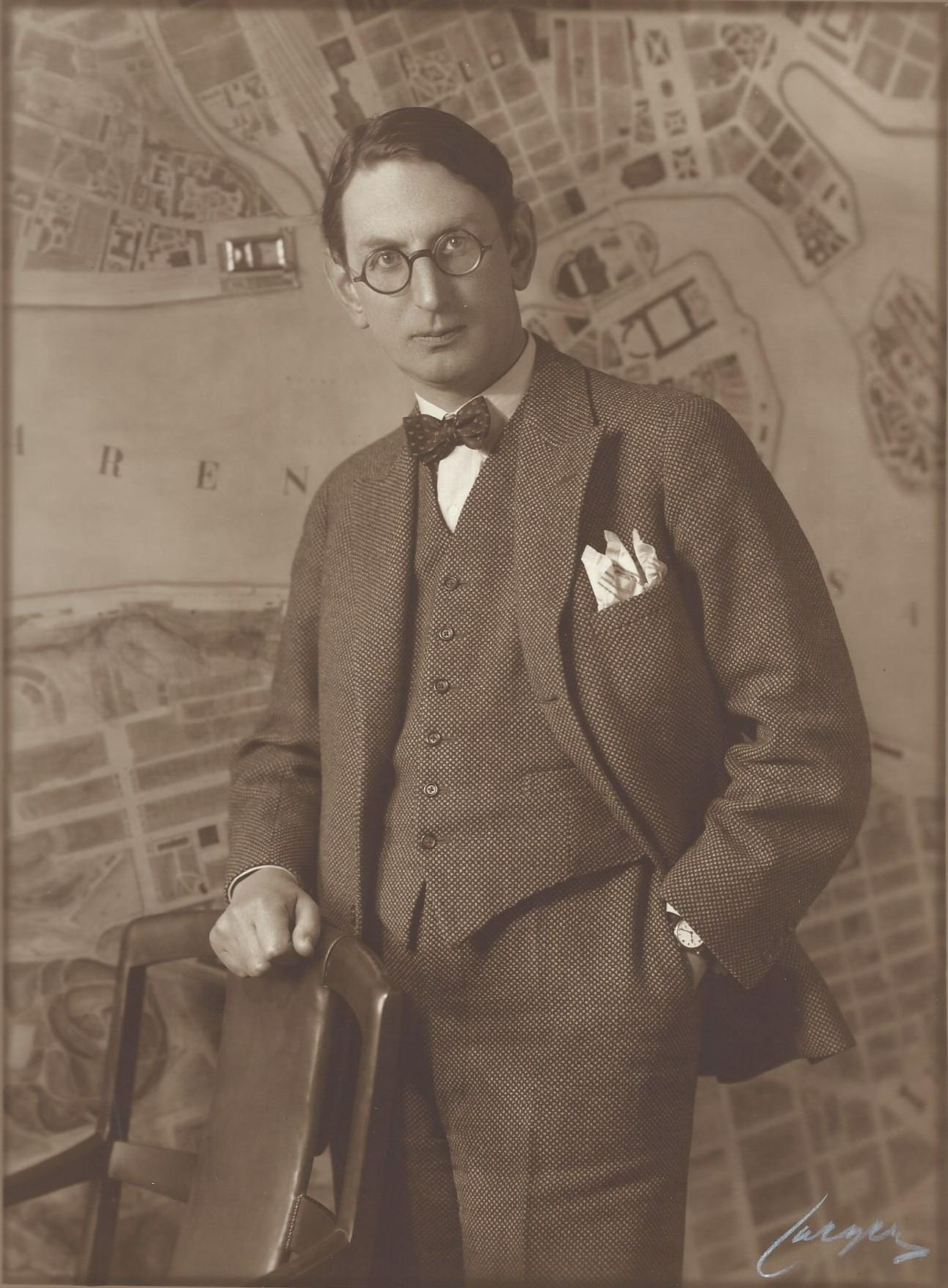
Інгве Ларссон, 1931 рік
Крістіан Шредер та Інга Беренц у фільмі "Принц Бургундії на Оскарі", 1912 рік
Доріс Нельсон
Ебон Страндін, танцівниця
Еліс Елліс, 1905 рік